# Koumarino
Koumarino (en macédonien Кумарино) est un village du centre de la Macédoine du Nord, situé dans la municipalité de Vélès. Le village comptait 74 habitants en 2002. Il se trouve à proximité de la gare de Yazla, située sur la ligne de Vélès à Kotchani.

## Démographie
Lors du recensement de 2002, le village comptait :
- Macédoniens : 73
- Serbes : 1